# Grauwe kathaai
De grauwe kathaai (Apristurus canutus) is een vis uit de familie van de Pentanchidae en behoort derhalve tot de orde van roofhaaien (Carcharhiniformes). De vis kan een lengte bereiken van 43 centimeter. 

## Leefomgeving
De grauwe kathaai is een zoutwatervis. De vis prefereert diep water en leeft hoofdzakelijk in de Atlantische Oceaan op dieptes tussen 687 en 840 meter. 

## Relatie tot de mens
De grauwe kathaai is voor de visserij van geen belang. In de hengelsport wordt er weinig op de vis gejaagd. 